# Les Filles du Lido
Les Filles du Lido est une mini-série française en trois épisodes, réalisée par Jean Sagols en 1995.

## Synopsis
L'histoire d'un célèbre cabaret parisien, le Lido.

## Fiche technique
- Réalisation : Jean Sagols
- Scénario : Jacques Pessis et Didier Van Cauwelaert
- Musique : François Valéry
- Pays :  France

## Distribution
- Annie Girardot : madame Carmino
- Francis Huster : Bernard Dupré
- Line Renaud : Henriette
- Alexandra Kazan : Carole
- David Soul : Walter
- George Chakiris : Saskia
- Eliana Miglio : Mary
- Anne Richard : Cathtleen
- Éléonore Weisgerber : Suzan
- Jacques Spiesser : Fabrice
- Caroline Tresca : Alix
- Benjamin Moreau : Alexandre
- Élise Tielrooy
- Paul Andrew Delane : un danseur